# Budok (imię)
Budok – imię pochodzi z kultury celtyckiej, z języków celtyckich  i znaczy tyle co najlepszy, lub jest zdrobniałą formą germańskiego imienia Bodo (Bodeck, Buddek, Buddok). Łacińskim odpowiednikiem jest Budocus, francuskim Budoc, Beuzec, Budeaux, Buzet i Buzy, a w angielskim Buoc, Budoc i Budock. Imieniny obchodzi 29 listopada.